# Conseil de l'hydrogène
Le Conseil de l'hydrogène est un groupe d’intérêt créé à l'initiative d'entreprises dans les domaines de l'énergie, des transports, de l'industrie et de l'investissement pour promouvoir le développement de l'économie de l'hydrogène. Son objectif principal est d'accélérer les investissements dans le développement et la commercialisation des industries de l'hydrogène et des piles à combustible, et d'encourager les principales parties prenantes à accroître leur soutien à l'hydrogène dans le cadre de la transition énergétique.